# Jota-Silbereule
Die Jota-Silbereule (Autographa jota), auch als Jota-Goldeule bezeichnet, ist ein Schmetterling (Nachtfalter) aus der Familie der Eulenfalter (Noctuidae).

## Merkmale
Die Jota-Silbereule ist ein mittelgroßer Falter mit einer Flügelspannweite von 36 bis 44 Millimetern aus der Unterfamilie der Goldeulen (Plusiinae). Die Falter haben rötlich braune Vorderflügel mit silberfarbenen Zeichen in Form eines V mit einem daneben liegenden Punkt, die oftmals miteinander verbunden sind und dann dem kleinen griechischen Buchstaben Gamma ähneln. Dem griechischen Buchstaben Jota, wie der Name der Art eventuell vermuten lässt, ähnelt die Zeichnung aber fast nie. Das Mittelfeld ist verdunkelt. Im Gegensatz zur sehr ähnlichen und geringfügig kleineren Ziest-Silbereule (Autographa pulchrina) ist die Zeichnung kontrastärmer, weniger bunt und meist etwas heller. Die Fransen auf der Unterseite sind einfarbig. Die Hinterflügel sind braungrau mit einer dunklen Mittelbinde und dunklem Saum. Die Art variiert stark in Färbung und Zeichnung, und folgende Formen wurden beschrieben:
- f. percontationis  Tr., mit zusammengeflossenen Metallzeichen
- f. inscripta  Esp., ohne Metallzeichen

Die Raupen sind hellgrün gefärbt und haben eine dunkle, weiß eingefasste Rückenlinie sowie leicht gewellte, weiße Nebenrückenlinien und ebenfalls weiße Seitenstreifen und Punktwarzen. Die Stigmen sind gelblich, der Kopf  grün. Die Puppe ist schwarz, an der Unterseite gelblich.

## Ähnliche Arten
- Ziest-Silbereule (Autographa pulchrina)

## Geographische Verbreitung und Lebensraum
Die Jota-Silbereule ist in Europa weit verbreitet und kommt auch in Teilen Vorderasiens vor. In den Alpen findet man sie noch in Höhen von 1.900 Metern. Das Vorkommen umfasst sonnige Hänge, Heidegebiete, Waldränder, Ufergebiete, Auen, Wiesentäler, Gärten und Parklandschaften.

## Lebensweise
Die Jota-Silbereule ist nachtaktiv und fliegt auch künstliche Lichtquellen an. Die Weibchen legen die Eier an der Futterpflanze ab, aus denen im Herbst die Raupen schlüpfen und sich dann von den Blättern  einer Vielzahl von Pflanzen ernähren, wie beispielsweise:
- Brennnessel (Urtica)
- Taubnessel (Laminum)
- Ziest (Stachys)
- Hohlzahn (Galeopsis)
- Wasserdost (Eupatorium cannabinum)
- Heidelbeere (Vaccinium myrtillus)
- Salbei (Salvia)
- Kreuzkraut (Senecio)

Sie überwintern und verpuppen sich überwiegend im Mai des folgenden Jahres in einem dünnen, weißen Gespinst. Die Falter fliegen von Juni bis August.

## Gefährdung
Die Art kommt in Deutschland in sehr unterschiedlicher Häufigkeit vor und wird in einigen Bundesländern in Kategorie 1 (Vom Aussterben bedroht) eingestuft.